# Armadillidium carniolense
Armadillidium carniolense är en kräftdjursart som beskrevs av Karl Wilhelm Verhoeff 1901. Armadillidium carniolense ingår i släktet Armadillidium och familjen klotgråsuggor. Utöver nominatformen finns också underarten A. c. crikvenicae.